# Modelo de lluvia
El modelo de lluvia es un modelo de ciencia planetaria que describe la primera etapa de diferenciación planetaria y formación de núcleos. Según este modelo, se supone que un cuerpo planetario está compuesto principalmente de minerales de silicato y NiFe (es decir, una mezcla de níquel y hierro). Si las temperaturas dentro de este cuerpo alcanzan aproximadamente 1500 K, los minerales y los metales se derretirán. Esto producirá una emulsión en la que los glóbulos de NiFe líquido se dispersan en un magma de silicatos líquidos, siendo los dos inmiscibles. Debido a que los glóbulos de NiFe son más densos que los silicatos, se hundirán bajo la influencia de la gravedad en el centro del cuerpo planetario; en efecto, los glóbulos de metal "lloverán" desde la emulsión hacia el centro, formando un núcleo. 
Según el modelo de lluvia, la formación del núcleo fue un proceso relativamente rápido, que tardó unas pocas docenas de milenios en completarse. Esto ocurrió al final de un largo proceso en el que los planetas se ensamblaron a partir de embriones planetarios en colisión. Solo las colisiones de embriones tan grandes podrían generar suficiente calor para derretir cuerpos enteros. Además, fue solo después de que todo el hierro y el níquel liberados por los cuerpos impactantes habían llegado que la formación del núcleo pudo completarse. 
Sin embargo, este proceso de formación del núcleo estuvo precedido por un largo período de diferenciación parcial, en el que parte del níquel y el hierro dentro de los embriones planetarios habían comenzado a separarse.
Se puede invocar el modelo de lluvia para explicar la formación de núcleos en todos los planetas terrestres, dado que estos consisten principalmente en silicatos, níquel y hierro. También se puede adaptar para tener en cuenta la formación de núcleos en cuerpos más pequeños compuestos de hielos y silicatos. En tal caso, serían los silicatos más densos los que lloverían para formar un núcleo rocoso, mientras que los componentes volátiles formarían un manto helado. 